# 燕兴
燕兴（384年四月-384年十二月）是西燕君主慕容泓的年号，共计9個月。

## 纪年
| 燕兴 | 元年  |
| ---- | ----- |
| 公元 | 384年 |
| 干支 | 甲申  |

## 参看
- 中国年号索引
- 同期存在的其他政权年号
  - 太元（376年正月-396年十二月）：東晉皇帝晋孝武帝司马曜的年号
  - 建元（365年-385年七月）：前秦政权苻坚年号
  - 白雀（384年四月-386年四月）：后秦政权姚苌年号
  - 燕元（384年-386年二月）：后燕政权慕容垂年号